# Born to Run
Born to Run är ett musikalbum av Bruce Springsteen, utgivet av skivbolaget Columbia Records den 25 augusti 1975. 
Albumet innebar Springsteens stora genombrott, efter två album som visserligen fått bra kritik men inte sålt särskilt bra. Det är ett livsbejakande album om unga New Jersey-bors hopp och tro på framtiden. Springsteen har på detta album hämtat inspiration från Phil Spector, Bob Dylan och Elvis Presley, men även musikalkompositören Leonard Bernstein. Albumets omslagsbild är ett svart-vitt fotografi föreställande Springsteen och Clarence Clemons.
Skivan blev trea på Billboards albumlista och är listad som nummer 18 på Rolling Stones lista The 500 Greatest Albums of All Time från 2003.
Columbia Records gav 2005 ut Born to Run 30th Anniversary Edition, som förutom en remastrad version av originalalbumet innehöll dokumentären Wings for Wheels, om skapandet av albumet, och live-DVD:n Bruce Springsteen & The E Street Band Hammersmith Odeon, London '75.
21 november 1975 spelade Springsteen med E Street Band för första gången i Sverige på Konserthuset i Stockholm.

## Låtlista
Alla låtar är skrivna och komponerade av Bruce Springsteen. 
| Nr           | Titel                    | Längd |
| ------------ | ------------------------ | ----- |
| 1.           | Thunder Road             | 4:49  |
| 2.           | Tenth Avenue Freeze-Out  | 3:10  |
| 3.           | Night                    | 3:00  |
| 4.           | Backstreets              | 6:30  |
| 5.           | Born to Run              | 4:30  |
| 6.           | She's the One            | 4:30  |
| 7.           | Meeting Across the River | 3:18  |
| 8.           | Jungleland               | 9:35  |
| Total längd: | Total längd:             | 39:22 |